# RealD

RealD（リアルディー）はデジタル3Dシステム、及びそれを開発・販売している会社である。
このシステムは劇場スクリーンの改修が必要であるが、導入コストが低く、映画館の3Dシステムとして世界で最も普及している。また、円偏光方式を採用している。

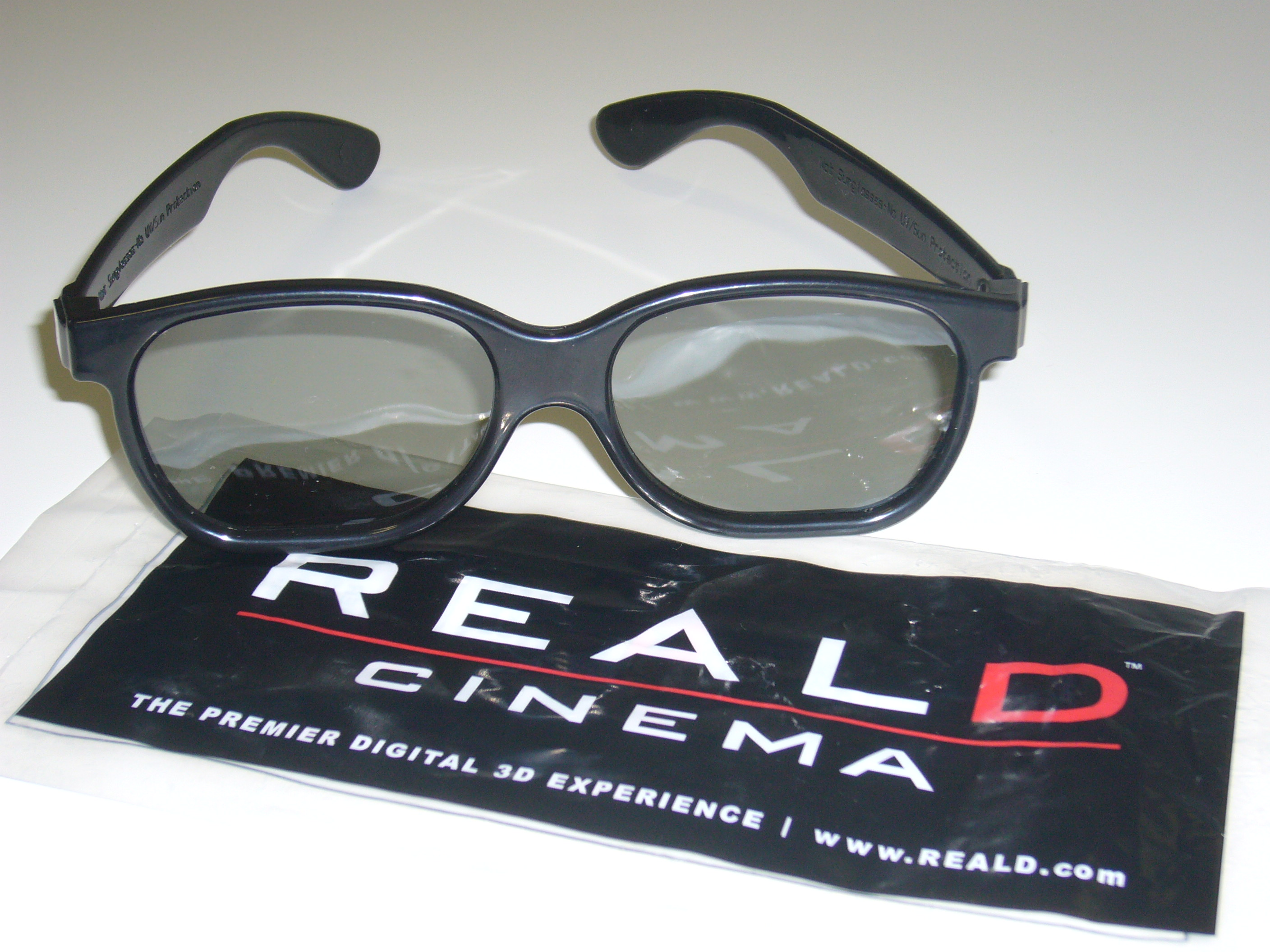
RealDの円偏光方式3Dメガネ

## 技術

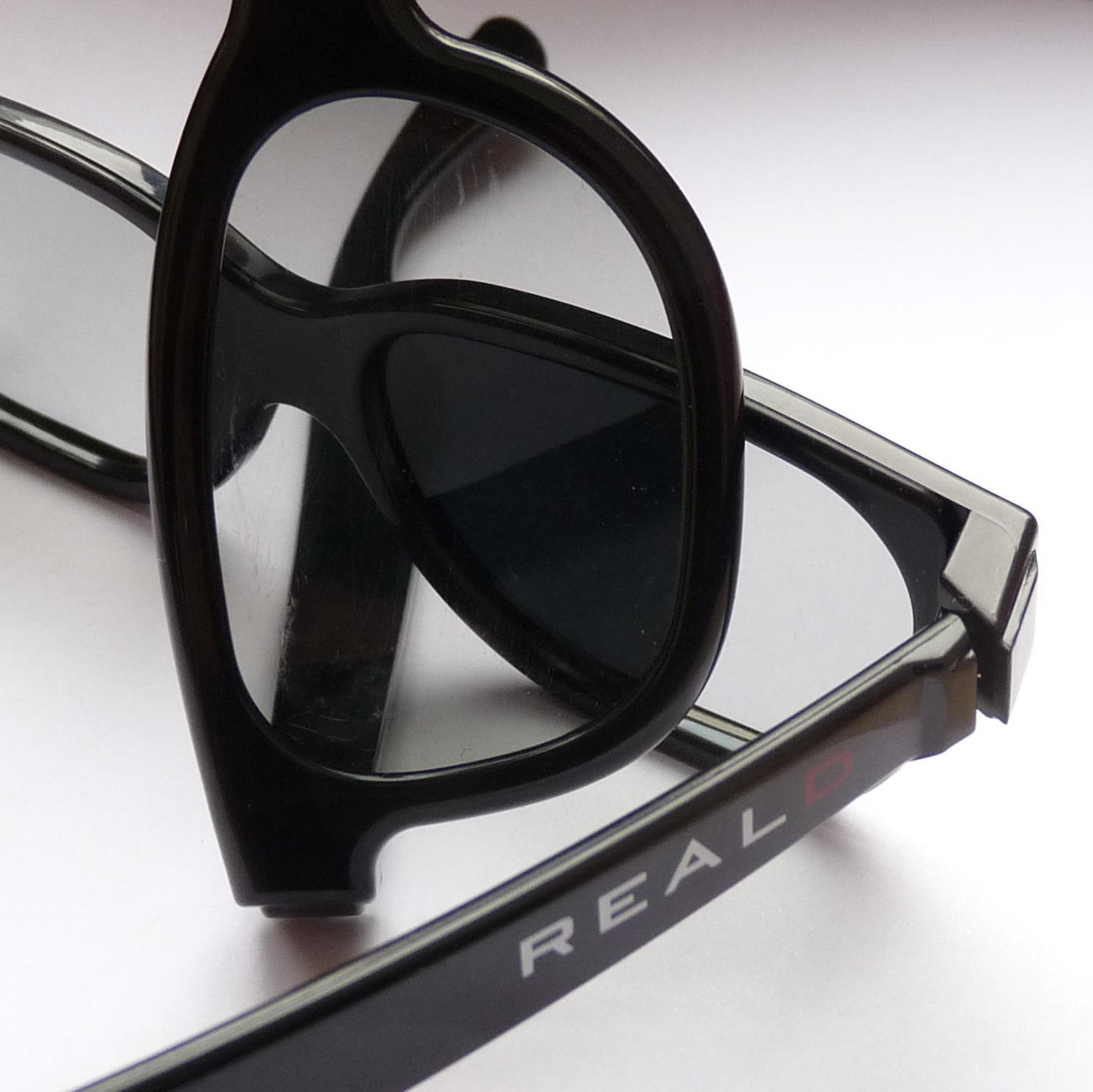
2つのRealD用眼鏡を使用し、偏光の効果を示した写真

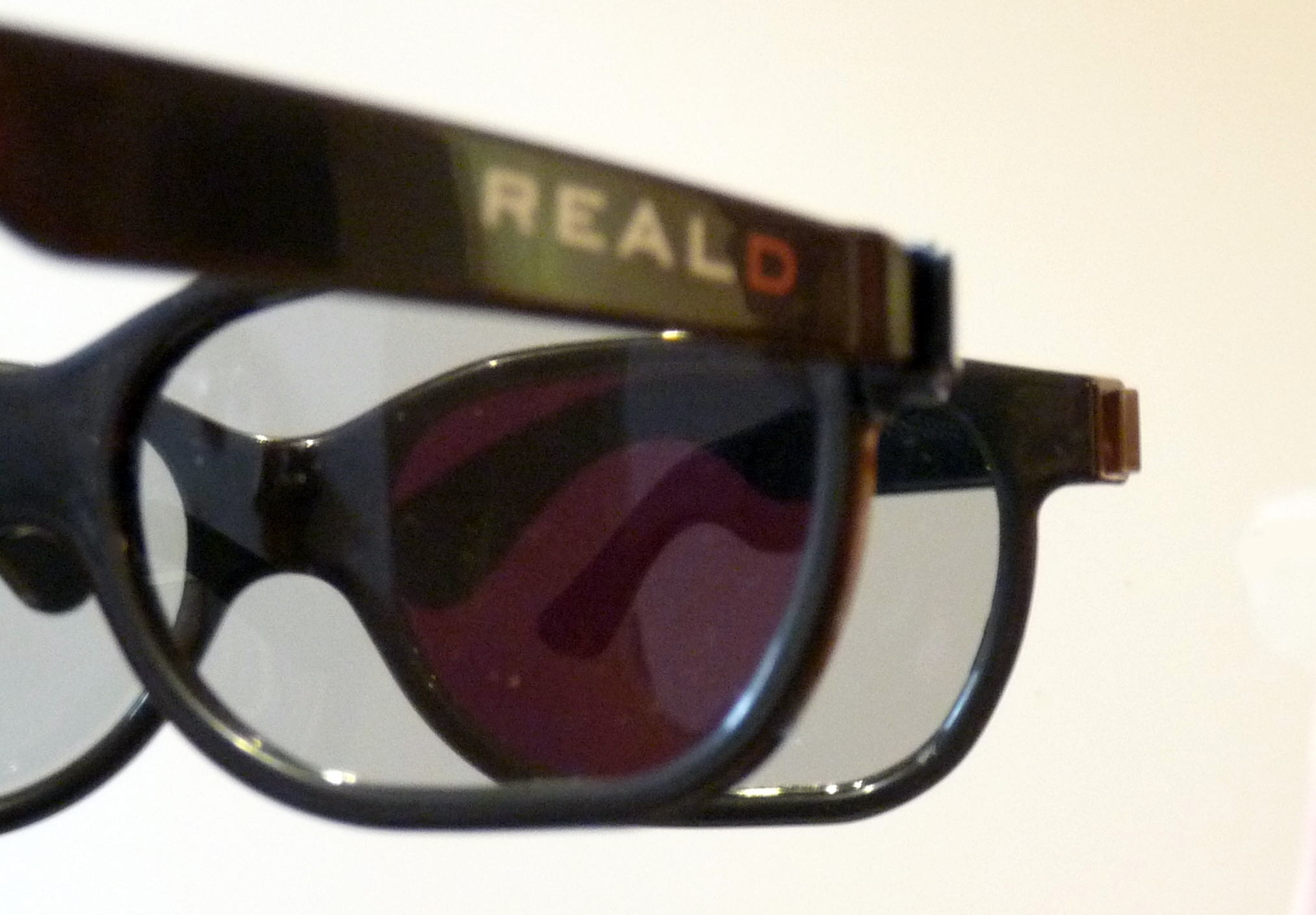
片方の目で鏡を見た状態。目を開いていても常に反射光は暗い。写真の眼鏡の間に鏡があることに注意。

RealDには円偏光方式が採用されている。直線偏光の映像は3次元の感覚を得るためにほとんどかしげることなく首をまっすぐしておく必要があるが（かしげた場合、像が二重に見えたり、暗くなったりする）、円偏光は首をかしげても3次元映像が崩壊しないという点で、直線偏光より円偏光の方が利点がある。
映写機は1秒あたり144回、左目用と右目用のコマを交互に投影する。右目用が右円偏光、左目用が左円偏光のコマとなる。Z-Screenと呼ばれるプルプッシュ方式の電気光学液晶変調器が偏光を切り替えるために映写用レンズの正面に配置される。左右それぞれの目が指定されたコマだけを見るように反対回りに偏光しているレンズをはめた眼鏡を観客は着用する。首をかしげても指定されたコマのみが目に届く。RealD 3Dシネマにはそれぞれのコマが3回ほど点滅するトリプルフラッシュと呼ばれるシステムがある。通常、原映像は片方の目で1秒あたり24コマ（計48コマ）存在するが、これだけだとカメラが水平方向に動いたとき微妙な残像や揺れが発生する可能性があるからである。円偏光フィルタ固有の光量低下を補い反射光の減少を低減するため、また偏光を維持するためにシルバースクリーンが採用されている。結果としてスクリーンの前後に広がるように見える3次元映像が得られる。
RealDはプロジェクターの解像度を半分にする3D映像ではない。2KのDLP画像処理チップを使い、完全な2Kの解像度を提供する。チップはRealDシステムで必要とされる144Hzのリフレッシュレートを満たす必要がある。コマ1の左目の画像は画像処理チップで生成され、Z-Screen変調器によって左に偏光させられる。コマ1の右目の画像は画像処理チップで生成され、Z-Screen変調器によって右に偏光させられる。現映像の各コマが3回、それぞれの目用に繰り返され、結果的に1秒あたり144コマ得られる。この秒144コマの切り替えはデジタル3Dシネマだからこそ成し得た業である。また、この方式により画像生成チップで生成できる完全な解像度を確保している。
ソニーの4Kプロジェクターを使用した場合、4KのSXRDデバイス上に左右2枚の2K画像が分割表示され、片方は左目用、片方は右目用として蓄積される。映像を交互に映写するのではなく、垂直に並んだレンズを通して2つの画像は両目用とも同時に逆の偏光で映写される。このとき映画は2Kで上映され、2Kのプロジェクターと同様の解像度となるが、ちらつきを抑えられるという利点がある。

## 快適な視野
偏光を使用した3D映像システムは偏光フィルタによる吸収のため、スクリーンの光量低下を引き起こす。プロジェクターの正面の偏光フィルタは映写光の半分を透過せず、スクリーンの明るさを低下させる。しかしながら、劇場内の周囲光や反射光やレンズの透過による減光もあるが、知覚的にコントラストを過度に不快させることはない。劇場の中で全体的みた最大の影響は薄暗い眼鏡を掛けることだが、明るい映写用ランプを使用することで補填できる。
多くの3D映像システムで存在する1つの問題として、気持ち悪くなったり頭痛を引き起こす観客が発生すると言うものがある。 シーンやカットの境で距離感が大きく異なるとこの問題は発生するが、一般に監督や編集者は3D映画ではこのようなカット割りを避けようとしている。

## 日本での導入映画館
シネマコンプレックスチェーン
- イオンシネマ（「デジタル3-Dシネマ」名称で導入）
- ユナイテッド・シネマ
- コロナシネマワールド
- 静活（シネシティザート、シネプラザサントムーン）

その他の映画館及びシネコン
- 立川シネマシティ
  - シネマ・ワン
  - シネマ・ツー
- 静岡東宝会館
- ミッドランドシネマ名古屋空港
- ミッドランドスクエアシネマ
- 天文館シネマパラダイス

## 特許
- US patent 7477206, "Enhanced ZScreen modulator techniques", issued January 13, 2009,  assigned to RealD
- US patent 6975345, "Polarizing modulator for an electronic stereoscopic display", issued December 13, 2005,  assigned to StereoGraphics Corporation
- US patent 5481321, "Stereoscopic motion picture projection system", issued January 2, 1996,  assigned to Lenny Lipton
- US patent 4884876, "Achromatic liquid crystal shutter for stereoscopic and other applications", issued December 5, 1989,  assigned to Lenny Lipton
- US patent 4792850, "Method and system employing a push-pull liquid crystal modulator", issued December 20, 1988,  assigned to StereoGraphics Corporation